# Grupo Roma
Grupo Roma é um conglomerado de empresas brasileiro sediado em Belém, PA. Fundado em 13 de maio de 2018 pelo empresário Rômulo Maiorana Júnior, o grupo é resultado da divisão das empresas das Organizações Rômulo Maiorana, de onde Rômulo foi presidente entre 1986 e 2017.

## História
Em março de 2018, Rômulo Maiorana Júnior e os irmãos entram em acordo para dividir as empresas das Organizações Rômulo Maiorana. Este acordo ocorreu seis meses depois de Rômulo ser destituído da direção da Delta Publicidade. As rádios Lib Music FM (FM 90,5 MHz), Rádio Liberal Castanhal (AM 1330 kHz), Liberal FM Marabá (FM 93,9 MHz), Liberal FM Itaituba (FM 101,7 MHz), a ORM Cabo e os demais empreendimentos fora do setor de comunicação passaram a ser de propriedade de Rômulo, enquanto o restante das empresas continuou com os outros irmãos. O novo conglomerado passou a incorporar também as empresas que já eram administradas por Rômulo.
Entre maio e junho, o Grupo Roma inicia as operações de seus empreendimentos de comunicação. A ORM Cabo passa a se chamar Roma Cabo e no dia 13 de maio, é lançado o portal Roma News. No mesmo mês, é confirmado que as emissoras de rádio passarão a integrar a Roma FM, sendo que a Rádio Liberal de Castanhal entrou com termo aditivo de adaptação de outorga da AM para o FM no fim de junho. No dia 3 de julho, entra no ar o canal Roma News, substituindo a RMTV. No mesmo dia, o Grupo Roma inicia programação de expectativa para a estreia de uma nova estação de rádio, substituindo a Lib Music FM.

## Empresas do grupo

### Rádio
- Roma FM
  - Roma FM Castanhal
  - Roma FM Itaituba
  - Roma FM Marabá

### Outros empreendimentos
- Radisson Hotel Maiorana Belém
- RM Graph
- Roma Empreendimentos & Eventos
- Roma Construtora
- Roma Incorporadora
- Roma Hotéis
- Roma Park
- Portal Roma News

Descontinuados
- Roma News TV
- Roma Cabo